# Савченков, Николай Григорьевич
Николай Григорьевич Савченков — советский хозяйственный, государственный и политический деятель. Член КПСС. Депутат Верховного Совета Таджикской ССР 9-12-го созывов.

## Биография
Родился в 1932 году в селе Промклево.  
С 1955 года — на хозяйственной, общественной и политической работе. В 1929—1997 гг. — рабочий треста «Туркменводстрой» в Туркменской ССР на строительстве первой очереди Каракумского канала, мастер, прораб, начальник участка и главный инженер Тедженского СМУ на строительстве второй очереди канала и второго Тедженского водохранилища, начальник участка, начальник строительного управления плотины и тоннелей, начальник технического отдела, заместитель главного инженера управления строительства «Нурекгэсстрой», главный инженер строительства Нурекской ГЭС, заместитель Председателя Совета Министров Таджикской ССР, управляющий трестом «Таджикгидроэнергострой» и начальник строительства Рогунской ГЭС, генеральный директор Апшеронского деревообрабатывающего комбината.
Избирался депутатом Верховного Совета Таджикской ССР 9-12-го созывов.
Умер в Москве от COVID-19 в 2020 году.